# Kimberly Vandenberg
Kimberly Vandenberg (Berkeley, 13 dicembre 1983) è una nuotatrice statunitense.
Specializzata nella farfalla, ha vinto la medaglia d'argento nei 200 m farfalla ai Campionati mondiali di Melbourne 2007.

## Palmarès
- Olimpiadi

Pechino 2008: bronzo nella 4 × 200 m sl.
- Mondiali

Melbourne 2007: argento nei 200 m farfalla.
- Giochi panamericani

Guadalajara 2011: oro nei 200 m farfalla e nella 4 × 200 m sl.
- Universiadi

Smirne 2005: argento nei 200 m farfalla.